# Тиханова, Валентина Александровна
Валентина Александровна Тиханова (14 августа 1922, Москва — 3 февраля 2022, там же) — советский и российский искусствовед, автор книг об искусстве, основатель и первый директор музея «Творчество и быт ГУЛАГа» (1990—1998), сотрудник Общества Мемориал (1989—1997) и Сахаровского Центра в Москве (1997—2005).

## Биография
Валентина Александровна Тиханова родилась 14 августа 1922 года в Москве в доме на Рождественском бульваре. Училась в Москве в одной школе с поэтом Булатом Окуджавой, а также в немецкой школе в Праге и в русской школе в Варшаве, где выучила немецкий и польский языки. В 1938 году попала в детский дом Днепропетровска, так как её мать София Левина и приёмный отец, известный большевик, революционер, соратник Ленина Владимир Антонов-Овсеенко были репрессированы и расстреляны.
В 1947 году окончила кафедру истории искусств Московского Государственного Университета. Её учителями были Б. Р. Виппер и А. А. Губер. До 1947 года работала в ГМИИ им. А. С. Пушкина в Москве, в том же году была уволена с должности как дочь «врагов народа». С 1950-х годов работает, пишет и издаёт книги об искусстве в издательствах «Советский художник», «Искусство», «Художник РСФСР», «Академия художеств СССР», «Звенья», «Мемориал». С 1989 по 1997 год — сотрудник Общества Мемориал в Москве. В 1990-м году становится организатором и директором музея «Творчество и быт ГУЛАГа», где собрала и описала коллекцию из более чем 500 произведений живописи и скульптуры репрессированных художников. Куратор выставки «Искусство в ГУЛАГе». С 1997 по 2005 год работала в Сахаровском Центре в Москве, где внесла существенный вклад в формирование его музейной коллекции
.
Валентина Александровна Тиханова — автор книг о советском искусстве и истории ГУЛАГа, а также собиратель документального и фото- архивов известного скульптора-анималиста и народного художника РСФСР В. А. Ватагина, которые она передала в дар Государственному Дарвиновскому музею
.
Скончалась в ночь на 3 февраля 2022 года от последствий коронавирусной инфекции на 100-м году жизни.
Похоронена на Домодедовском кладбище (колумбарий 2, секция 10).